# Енді Готі
Енді Готі (англ. Andi Hoti, нар. 2 березня 2003, Устер, Швейцарія) — косовський футболіст, центральний захисник німецького клубу «Магдебург» та національної збірної Косова.
На правах оренди грає в дрезденському «Динамо».

## Ігрова кар'єра

### Клубна
Енді Готі народився у швейцарському місті Устер в родині косовських албанців. Займатися футболом почав в академії швейцарського клубу «Цюрих».
У січні 2020 року Готі приєднався до молодіжної команди італійського «Інтернаціонале». В липні 2021 року футболіст підписав з клубом перший професійний контракт на три роки. Через рік — влітку 2022 року захисник був відправлений в оренду у німецький «Фрайбург», де весь сезон грав у дублюючому складі у Лізі 3.
після завершення терміну оренди Готі залишився у Німеччині, підписавши контракт на постіній основі з клубом Другої Бундесліги — «Магдебург». Першу офіційну гру в новій команді Готі провів 14 серпня 2023 року у Кубковому матчі проти клубу «Ян Регенсбург».
В січні 2025 року Готі на правах оренди перейшов до дрезденського «Динамо».

### Збірна
На міжнародному рівні у 2019 році Готі провів одну гру у складі юнацької збірної Албанії (U-17). Вже в тому ж році він зіграв перші ігри за юнацьку збірну Косова (U-17).
22 травня 2021 року Готі отримав перший виклик до молодіжної збірної Косова. Але того разу на поле він не виходив. Його дебют в молодіжній збірній відбувся 7 вересня 2021 року у матчі проти англійської молодіжки.
У серпні 2023 року Енді Готі отримав перший виклик до національної збірної Косова на матчі відбору до Євро - 2024.
18 листопада 2024 року у матчі Ліги націй проти Литви Енді Готі дебютував у складі національної збірної Косова.